# Rio Iobe
Iobe, Comadugu Iobe ou Comadugu-Iobe (em francês: Komadougou Yobé) é um rio da África Ocidental que flui por 320 km na Nigéria e Níger e desagua no canto oeste do lago Chade. Seus tributários incluem os rios Hadejia, Jamare e Comadugu Gana. Ele forma cerca de 150 km da fronteira internacional entre Níger e Nigéria.